# Pseudorobillarda magna
Pseudorobillarda magna är en svampart som beskrevs av Bianchin. 1997. Pseudorobillarda magna ingår i släktet Pseudorobillarda, divisionen sporsäcksvampar och riket svampar.   Inga underarter finns listade i Catalogue of Life.